# SNCASE SE.2410 Grognard
Le Sud-Est SE.2410 Grognard est un prototype d'avion militaire de la guerre froide, conçu en France par la SNCASE (Sud-est Aviation).

## Conception

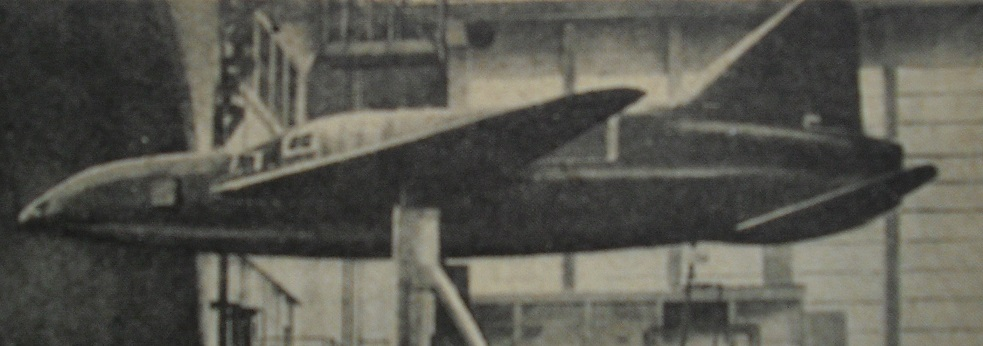
Maquette du SE-2400 dans la soufflerie de l'ONERA (Chalais-Meudon) vers 1950

Une spécification de l'Armée de l'Air pour un avion d'attaque au sol rédigée en 1948 visait à inciter l'industrie aéronautique française à produire un appareil propulsé par turboréacteurs. La société SNCASE (Sud-Est) participa à la compétition avec une évolution de son projet précédent d'avion d'attaque SE.2400, après en avoir testé un modèle dans la soufflerie de l'ONERA (à Chalais-Meudon). La structure comportait une conception inhabituelle d'aile en flèche à 47° ainsi que deux moteurs à réaction Nene superposés, alimentés par une seule entrée d'air, en position dorsale, dans un fuselage compact et bulbeux. Le cockpit était situé à l'extrémité du nez ; par dérision l'ensemble de l'arrangement acquit bientôt le surnom de « Bossu ».
Le nom officiel du SE.2410 Grognard est dérivé du surnom d'un soldat de la vieille garde de Napoléon. Les problèmes rencontrés lors des vols d'essai ont conduit à un certain nombre de modifications sur l'empennage et les ailerons. Le développement s'est poursuivi avec la construction par Sud-Est de deux prototypes avec un perfectionnement supplémentaire qui a conduit au SE.2415, identifié comme le Grognard II, un développement biplace qui comprenait un fuselage étiré incorporant un cockpit surélevé avec une verrière à bulles et une aile dont la flèche arrière était réduite à 32˚. Après les premiers tests, deux pièges à couche limite ont été installés sur les ailes extérieures du SE.2415 ; des spoilers sous les ailes ont également été testés.
Bien qu'aucun des deux prototypes n'ai été initialement armé, le dispositif d'armement prévu comprenait deux canons DEFA de 30 mm ainsi que des bombes et des roquettes.